# Concerto pour cor de Glière
Pour les articles homonymes, voir Concerto pour cor.
Le Concerto pour cor opus 91 est un concerto composé par Reinhold Glière.
Commandée par Valery Polekh, corniste soliste de l'orchestre du théâtre du Bolchoi, l'œuvre est créée par le dédicataire sous la direction du compositeur le 10 mai 1951 à Leningrad (maintenant Saint-Pétersbourg) avec le Leningrad Radio Symphony Orchestra.
L'œuvre comprend trois mouvements et son exécution demande un peu plus de vingt minutes.
- Allegro
- Andante
- Moderato - allegro vivace